# Raucourt-et-Flaba
Raucourt-et-Flaba è un comune francese di 877 abitanti situato nel dipartimento delle Ardenne nella regione del Grand Est.

## Società

### Evoluzione demografica
Abitanti censiti